# Ciprian Porumbescu
Pour la commune roumaine, voir Ciprian Porumbescu (Suceava).
Ciprian Porumbescu, né Cyprian Gołęmbiowski le 14 octobre 1853 à Șipotele Sucevei (Shepit, village de Bucovine, ancienne région moldave alors en Autriche, aujourd’hui situé sur la frontière entre la Roumanie et l'Ukraine, du côté ukrainien) et mort le 6 juin 1883 à Stupca (Roumanie), était un compositeur roumain d’origine polonaise.

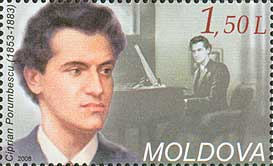
Ciprian Porumbescu sur un timbre moldave

Il étudia la musique à Suceava et Cernăuți. Il continua à l’académie de musique et des arts du spectacle de Vienne, sous la direction d’Anton Bruckner et Franz Krenn. Il devint l’un des plus célèbres compositeurs roumains de son temps. Il fut emprisonné par les autorités austro-hongroises pour son engagement politique contre la domination des Habsbourg et composa la majeure partie de son œuvre en détention. Tuberculeux, libéré pour raison de santé, il mourut à l’âge de 29 ans à Stupca, village aujourd’hui rebaptisé Ciprian Porumbescu.
Il a, entre autres, composé la musique de l’hymne national albanais, Hymni i Flamurit, écrite initialement pour le chant unioniste roumain Unité, c'est écrit sur notre drapeau (ro).